# Regione di Sédhiou
La regione di Sédhiou è una regione amministrativa del Senegal, con capoluogo Sédhiou. Fino al 2008, la regione di Sédhiou faceva parte di quella di Kolda.
Si estende nella parte sudoccidentale del Senegal, nella media Casamance, nel medio corso del fiume omonimo. Confina a nord con il Gambia e a sud con la Guinea-Bissau; è delimitata ad est e ad ovest, rispettivamente, dalle regioni senegalesi di Ziguinchor e Kolda. Il suo territorio è pressoché completamente pianeggiante, coperto da una vegetazione rigogliosa a causa del clima piuttosto umido con una lunga stagione piovosa estiva.
La regione è divisa in 3 dipartimenti (elencati), a loro volta divisi in 9 arrondissement; gli insediamenti con status di comune sono 9.
- Bounkiling
- Goudomp
- Sédhiou

Nella regione non esistono rilevanti centri urbani: i principali sono il capoluogo Sédhiou (21.000 abitanti) e Goudomp (13.000 ab.).